# Letters of last resort

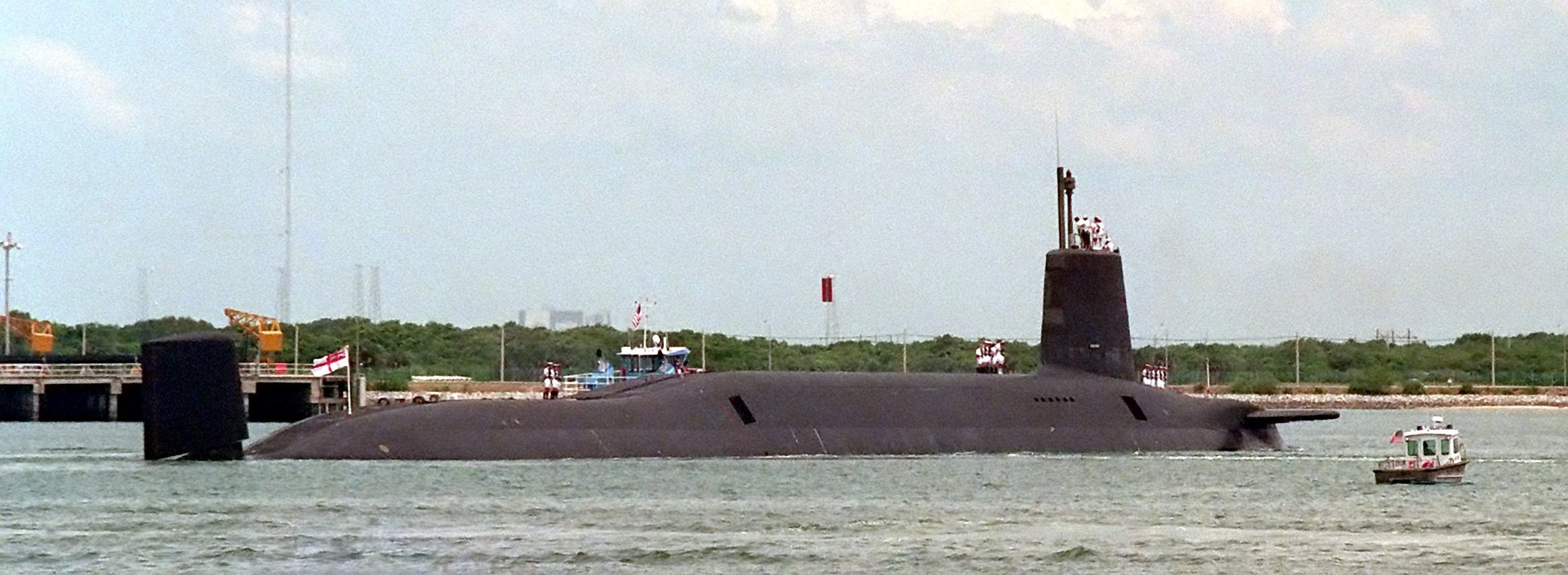
Vista posteriore di un sottomarino lanciamissili balistici britannico della classe Vanguard

Le letters of last resort (ovvero "Lettere di ultima istanza" in inglese) sono lettere scritte e firmate a mano dal primo ministro del Regno Unito, contenenti le istruzioni per i comandanti dei sottomarini lanciamissili balistici nucleari (SSBN) della Royal Navy nel caso in cui il governo e lo Stato britannici venissero annientati da un attacco nucleare a sorpresa. Tali istruzioni possono contemplare l'attribuzione al comandante di piena autonomia decisionale o il consiglio di portare il battello sotto il comando dei Paesi alleati del Regno Unito, come pure l'ordine di sferrare tramite i missili a testata nucleare imbarcati un immediato attacco di rappresaglia contro obiettivi nemici designati in precedenza.
Le Letters of last resort (così definite in maniera colloquiale) sono custodite in apposite casseforti all'interno di ogni SSBN britannico operativo e non possono essere mai aperte a meno che non si abbiano indicazioni con un notevole grado di certezza del fatto che il Regno Unito è stato oggetto di un massiccio attacco nucleare; generalmente ciò avviene attraverso vari sistemi, tra cui l'ascolto periodico di determinate trasmissioni radiofoniche giornaliere del Paese. Quando un primo ministro cessa dalla carica, le Letters da lui scritte sono immediatamente distrutte senza essere aperte e rimpiazzate da quelle redatte dal suo successore.

## Funzionamento

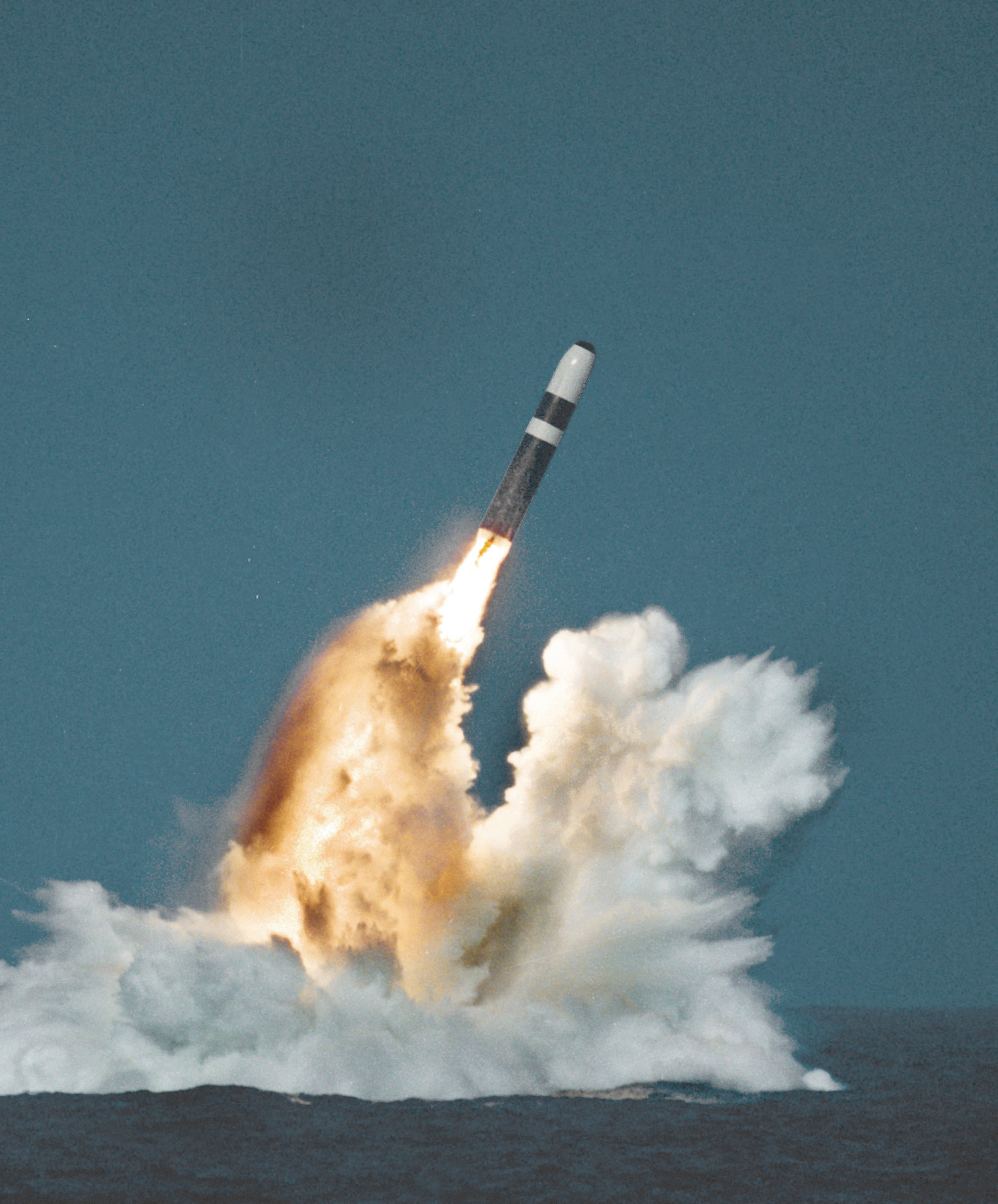
Il lancio di prova di un missile balistico UGM-133A Trident II da un sottomarino in immersione

Nel Regno Unito la figura designata a consentire l'impiego delle armi nucleari è il primo ministro, che indica un suo delegato personale (di solito un membro di alto livello del Gabinetto) autorizzato ad agire al suo posto sulle questioni di offensiva nucleare nel caso in cui il primo ministro stesso sia morto o non immediatamente reperibile. Il sistema britannico si basa essenzialmente su un'autorizzazione all'uso di armi nucleari data dal vertice politico a quello militare, piuttosto che su minuziose istruzioni sul modo di condurre l'attacco fornite dal primo al secondo: i dettagli di lancio e di puntamento, ovvero le modalità e gli obiettivi di un attacco nucleare britannico, sono elaborati preventivamente dai funzionari del Ministero della Difesa e custoditi nelle casseforti dei comandanti degli SSBN.
A partire dalla metà degli anni sessanta la forza di deterrenza nucleare britannica è basata su una flotta di quattro battelli SSBN dotati di missili balistici lanciabili rimanendo in immersione: i battelli della classe Resolution, armati con i missili statunitensi UGM-27 Polaris ed entrati in servizio a partire dal 1967, furono sostituiti nel 1994 dalle unità della classe Vanguard, dotati di missili UGM-133A Trident II con capacità MIRV (Multiple Independently targetable Reentry Vehicles), ovvero tali che ogni missile possa portare più testate direzionabili su più bersagli diversi; ogni Vanguard è capace di portare 16 missili Trident, per un totale di 48 testate nucleari indipendenti per ogni sottomarino. Il sistema britannico prevede che, dei quattro SSBN disponibili, almeno uno sia sempre tenuto in condizioni operative, completamente armato e dislocato in navigazione lontano dal Regno Unito, di solito nell'Atlantico settentrionale, in modo che possa all'occorrenza rifugiarsi sotto la calotta glaciale artica per sfuggire a velivoli o mezzi navali nemici; degli altri tre, due sono mantenuti pronti all'azione, all'ancora in porto o impiegati in esercitazioni nelle acque territoriali, ed uno viene mantenuto fermo in cantiere per lavori di manutenzione e riparazione di routine.
Nel periodo della guerra fredda, la vicinanza geografica del Regno Unito al suo principale avversario, l'Unione Sovietica, rendeva estremamente vulnerabile il paese ad attacchi nucleari a sorpresa: il principale sistema di avvistamento missilistico della nazione, basato sugli impianti radar dislocati nella base RAF Fylingdales nel North Yorkshire (a sua volta parte del sistema BMEWS gestito congiuntamente con gli Stati Uniti d'America), poteva garantire un preavviso di appena quattro-cinque minuti prima dell'inizio delle detonazioni; in questo modo, vi era la concreta possibilità che i vertici istituzionali britannici potessero essere spazzati via senza avere la possibilità di inviare ordini su come comportarsi ai sottomarini della Royal Navy. Il sistema delle Letters of last resort risolse questo problema: giornalmente gli ufficiali in missione sui sottomarini devono verificare che il Regno Unito sia esistente ed operativo attraverso una serie di "esperimenti" diversi (l'esatto protocollo è mantenuto segreto), tra cui l'ascolto del quotidiano programma radiofonico di notizie giornaliere Today trasmesso dal canale BBC Radio 4; se dalla radio regna un continuo silenzio per un periodo prolungato e altri test simili danno esito negativo, il comandante del battello è autorizzato a supporre che il Regno Unito sia stato vittima di un devastante attacco senza aver avuto il tempo di reagire e, quindi, ad aprire le Letters of last resort ed eseguire ciò che esse descrivono. Un sottomarino in immersione può continuare a ricevere messaggi radio ma non può trasmettere alcuna richiesta di autenticazione o verifica, per paura che il nemico possa intercettare la trasmissione e rilevare la posizione del battello: questa richiesta è rimpiazzata dal contenuto della Letter assegnata al comandante, che costituisce in pratica una "autorizzazione post mortem" da parte del Primo ministro all'impiego di armi nucleari.

## Contenuto
Fino ad oggi, il contenuto di una Letter of last resort non è mai stato divulgato e nessuno che non sia il primo ministro che l'ha scritta ne ha mai letta una; alcune fonti, come lo storico britannico Peter Hennessy o il documentario del 2008 The Human Button della BBC Radio 4, sostengono che vi siano sostanzialmente quattro contenuti possibili:
- l'ordine di sferrare un immediato attacco nucleare di rappresaglia con tutti gli armamenti a disposizione;
- l'ordine di non sferrare alcun attacco, anche nel caso in cui il Regno Unito sia stato completamente spazzato via;
- l'ordine di contattare le autorità militari statunitensi e di porsi ai loro ordini, o di fare lo stesso con uno stato del Commonwealth come il Canada o l'Australia;
- l'attribuzione al comandante di una piena capacità decisionale e la possibilità di agire di propria iniziativa.